# Phytoscutus acaridophagus
Phytoscutus acaridophagus är en spindeldjursart som först beskrevs av Elsie Collyer 1964.  Phytoscutus acaridophagus ingår i släktet Phytoscutus och familjen Phytoseiidae. Inga underarter finns listade i Catalogue of Life.